# Frankovics Gergely
Frankovics Gergely, Frankovith (Szigetvár, 1557 körül – Sopron, 1599) orvos, imaszerző, gyógynövényügyi szakember. Életének részletei nem ismertek. Valószínűleg kapcsolatban állt Beythe Istvánnal.

## Munkája
- Hasznos És Fölötte szikseges könyv, az Isten fiainak es vtet felő hiueknek lelki vigasztalasokra es testi epöletökre szereztetöt Frankovith Gergely D. által. Mellyben sok rendbéli betegsegök ellen való orvosságok is be vannak irus, mellyeket Isten az ő nagy io voltábul es alandekábol, Emböröknek egessegekre rendölt. Ecclesiast. Tiszteld az orvost az sziksegert. Manlius János nyomdája, Monyorókerék, 1588[2]
- Ajánlása Nádasdy Ferenchez, Sopron vármegyéhez és annak alispánjához, Megyeri Imréhez Sopronban keltezett 1588. július 16-án. A szövegbe sok apró, szent tárgyakat ábrázoló fametszet van nyomtatva és néhány ilyen metszet külön negyedrét leveleken is mellékelve van. A mű egyetlen fennmaradt példányát a Magyar Tudományos Akadémia könyvtára őrzi.